# Aeroporto de Registro
O Aeroporto Estadual de Registro / Alberto Bertelli localiza-se  na rodovia BR-116, km 449 e serve a cidade de Registro, bem como a região do Vale do Ribeira.

## História
Esse aeroporto ficou fechado por 7 (sete) anos, desde dezembro de 2006, até 14 de novembro de 2012; quando foi reaberto.
Encontra-se em funcionamento desde janeiro de 2013 quando foi reinaugurado pelo Governador Geraldo Alckmin, após anunciar diversas medidas de infraestrutura para o aeroporto.

### Instalações
- Terminal de Passageiros (m²): 120
- Estacionamento de Veículos - nº de vagas: 40 - Tipo de Piso: asfalto

### Serviços
- Telefone público - Ponto de táxi - Ônibus Urbano
- Não possui voos comerciais